# Доставките на Кики
„Доставките на Кики“ (на японски: 魔女の宅急便) е японски аниме фентъзи приключенчески филм от 1989 г. на Хаяо Миадзаки от „Студио Гибли“ по негов собствен сценарий, основан на книгата „Доставките на Кики“ на Ейко Кадоно.
Филмът и книгата са доста различни един от друг. Според сюжета на филма има традиция, че всяко млада вещица на 13 години трябва да напусне дома си и да намери нов град, в който да живее. Историята разказва за едно момиче на име Кики, което взема котката си и радио и излита с метлата си на пътешествие. В един от градовете момичето намира място за пребиваване - пекарна, където започва да работи, доставяйки пратки за различни клиенти.

## Персонажи
- Кики – Минами Такаяма — 13-годишно момиче, вещица, носи пурпурна рокля и голяма червена панделка. Кики е много любезна и весела.
- Джи-Джи – Рей Сакума – черно говорещо котка, домашен любимец и приятел на Кики.
- Урсула – Минами Такаяма — 18-19-годишно момиче, художник, живее в гората в малка къща.
- Осоно – Кейко Тода – домакиня на пекарна.
- Томбо – Капей Ямагути – момче от града, на същата възраст като Кики.
- Фукуо – Коичи Ямадера – пекар, съпругът на Осоно.
- Маки – Кикуко Иноуе — първият клиент на Кики, дизайнер.
- Внучка – Кейко Кагимото – една от клиентите на Кики на нейната възраст.

## Премиери
В Япония премиерата се състои на 29 юли 1989 г. Също така, филмът е показан в Хонконг, Бразилия, САЩ, Израел, Италия, Мексико, Аржентина, Франция, Германия, Полша, Унгария, Русия, Турция и други страни.

## Музиката
Композитор е Джо Хисаиши. Общата продължителност на музиката за филма е 41:45. Саундтракът е издаден на 25 август 1989 г.
1. Hareta Hi ni…(On a Clear Day…) – 2:16
2. Tabidachi (Departure) – 2:53
3. Umi no Mieru Machi (A Town with an Ocean View) – 3:00 («Meguru kisetsu» С думи)
4. Sota Tobu Takkyuubin (Flying Delivery Service) – 2:09
5. Pan-ya no Tetsudai (Helping the Baker) – 1:04
6. Shigoto Hajime (Starting the Job) – 2:15
7. Migawari Jiji (Substitute Jiji) – 2:46
8. Jyefu (Jeff) – 2:30
9. Ooisogashi no Kiki (Very Busy Kiki) – 1:17
10. Paatii ni Maniawanai (Late for the Party) – 1:07
11. Osono-san no Tanomigoto… (Osono’s Request) – 3:01
12. Puropera Jitensha (Propeller Bicycle) – 1:42
13. Tobenai! (I Can’t Fly!) – 0:46
14. Shoushin no Kiki (Heartbroken Kiki) – 1:11
15. Urusura no Koya he (To Ursula’s Cabin) – 2:05
16. Shimpi naru E (A Mysterious Painting) – 2:20
17. Bou-Hikou no Jiyuu no Bouken Gou (The Adventure of Freedom, Out of Control) – 1:06
18. Ojii-san no Dekki Burasshu (The Old Man’s Deck Brush) – 1:59
19. Dekki Burasshu de Rendezvous (Rendezvous on the Deck Brush) – 1:02
20. Ryuuju no Dengon (Message of Rouge) – 1:45
21. Yasashisa ni Tsutsumareta nara (If I’ve Been Enveloped by Tenderness) – 3:09

## Награди и номинации
- 1990: Гран При в категориите най-добрият аниме, най-добър женски герой (Кики) и най-добра песен за аниме (Yasashisa ni Tsutsumaretanara).
- 1990: Майничи в категорията Най-добър анимационен филм.

## В България
Филмът е озвучен с войсоувър дублаж на студио 1+1 на PRO Films през 2010 г.
| Изпълнителен продуцент | Емил Симеонов                                                                          |
| Преводач               | Николина Петрова                                                                       |
| Тонрежисьор            | Росен Розенов                                                                          |
| Режисьор на дублажа    | Ваня Иванова                                                                           |
| Озвучаващи артисти     | Живка Донева Таня Михайлова Даринка Митова Румяна Гайтанджиева Илия Иванов Илиян Пенев |